# Studnia kwantowa
Studnia kwantowa – studnia potencjału powodująca ograniczenie przestrzenne cząstek w pewnym obszarze poprzez bariery potencjału. W zależności od kształtu funkcji potencjału, istnieją różne rodzaje studni kwantowych. Najczęściej jako poglądowy model rozważa się jednowymiarową studnię potencjału lub studnię o symetrii sferycznej. Przykładem studni potencjału o symetrii sferycznej jest potencjał kulombowski jądra atomowego.
Cząstka w studni kwantowej nie może posiadać dowolnej energii. Oznacza to, że poziomy energetyczne cząstki w studni potencjału są skwantowane.

## Jednowymiarowa nieskończona studnia kwantowa

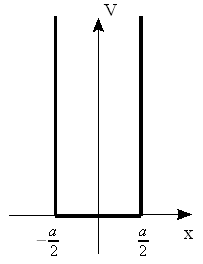
Nieskończona studnia kwantowa

Nieskończona studnia kwantowa jest obiektem teoretycznym. Potencjał bariery jest nieskończony, czyli cząstka nawet o dowolnie dużej energii nie może opuścić studni. Funkcja falowa takiej cząstki zeruje się na ściankach studni, co daje warunek brzegowy w równaniu Schrödingera. Wewnątrz studni stacjonarne równanie Schrödingera przyjmuje postać
{\displaystyle -{\frac {\hslash ^{2}}{2m}}{\frac {\mathrm {d} ^{2}}{\mathrm {d} x^{2}}}\psi (x)=E\psi (x).}
Rozwiązaniami tego równania z powyższym warunkiem brzegowym są wszystkie funkcje trygonometryczne znikające w punktach {\displaystyle \pm {\frac {a}{2}}.} Rozwiązania te można sparametryzować jedną liczbą naturalną {\displaystyle n{:}}
{\displaystyle \psi _{n}(x)={\begin{cases}\cos \left({\frac {n\pi }{a}}x\right)\quad {\textrm {dla}}\,n\,{\textrm {nieparzystego}}\\[1ex]\sin \left({\frac {n\pi }{a}}x\right)\quad {\textrm {dla}}\,n\,{\textrm {parzystego}}\end{cases}}}
Poziomy energetyczne cząstki są określone wzorem
{\displaystyle E={\frac {n^{2}\hbar ^{2}\pi ^{2}}{2ma^{2}}},}
gdzie:
{\displaystyle n} – dowolna liczba naturalna,
{\displaystyle \hbar } – stałą Plancka podzieloną przez {\displaystyle 2\pi ,}
{\displaystyle m} – masą cząstki,
{\displaystyle a} – szerokością studni.
Jak widać z tego wzoru, odległość między poszczególnymi poziomami rośnie, gdy rośnie energia cząstki.

## Jednowymiarowa skończona studnia kwantowa
Niektórzy autorzy przez studnie potencjału rozumieją tylko studnię nieskończoną. Dla skończonego potencjału rezerwują nazwę – dół lub jama potencjału.

### Skończona prostokątna studnia kwantowa

Skończona prostokątna studnia kwantowa

Cząstka o energii mniejszej od energii studni zachowuje się podobnie jak w studni o nieskończonej wysokości, energia cząstki może przyjmować tylko określone wartości, ale ze względu na to, że energia cząstki musi być mniejsza od energii wysokość potencjału studni, liczba poziomów energetycznych cząstki jest skończona. W studni o skończonej głębokości, w przeciwieństwie do studni o nieskończonej głębokości, cząstka „wnika” w obszar poza studnią, ale szansa znalezienia cząstki maleje wykładniczo wraz z odległością od brzegu studni. Zależy też od różnicy energii potencjału i energii cząstki. Jeżeli w pewnej odległości znajduje się obszar o energii mniejszej od energii cząstki cząstka może przeniknąć i pozostać w nim, jest to wytłumaczenie efektu tunelowego.
Cząstka, która ma energię większą od maksymalnego poziomu tej studni, jest cząstką swobodną, ale prawdopodobieństwo znalezienia jej w jednostkowym obszarze studni jest większe niż poza nią.

### Inne rodzaje skończonych studni kwantowych
Oprócz studni prostokątnej wyróżnia się również studnie paraboliczne, schodkowe i o innych kształtach.

## Potencjał kulombowski
Istotną rolę w fizyce pełni potencjał kulombowski. Energia elektronu w takiej studni potencjału rozciąga się od najniższej możliwej energii (energii stanu podstawowego) do wartości 0. Odwrotnie niż w nieskończonej prostokątnej studni potencjału, odległość między poziomami energetycznymi maleje, gdy energia elektronu rośnie.

Paraboliczna studnia kwantowa

Schodkowa studnia kwantowa